# Wiślinka (gmina)
Wiślinka (od 1973 Przejazdowo) – dawna gmina wiejska istniejąca w latach 1945–1954 w woj. gdańskim (dzisiejsze woj. pomorskie). Siedzibą władz gminy była Wiślinka.
Gmina Wiślinka powstała po II wojnie światowej (1945) w części byłego Wolnego Miasta Gdańsk, w której utworzono powiat gdański (ziemie te wchodziły w skład tzw. IV okręgu administracyjnego – Mazurskiego). 7 kwietnia 1945 gmina – wraz z pozostałym obszarem byłego Wolnego Miasta Gdańsk – weszła w skład nowo utworzonego woj. gdańskiego.
Według stanu z 1 lipca 1952 gmina składała się z 8 gromad: Bogatka, Dziewięć Włók, Koszwały, Płonia Mała, Przejazdowo, Trzcińsko, Wiślina i Wiślinka. Gmina została zniesiona 29 września 1954 wraz z reformą wprowadzającą gromady w miejsce gmin. Jednostki nie przywrócono 1 stycznia 1973 wraz z kolejną reformą reaktywującą gminy, utworzono natomiast jej terytorialny odpowiednik, gminę Przejazdowo.